# Toyota Isis
Toyota Isis - samochód kompaktowy minivan produkowany przez japońskiego producenta samochodów firmę Toyota od 2004 roku, w fabryce w mieście Susono w Prefekturze Shizuoka.

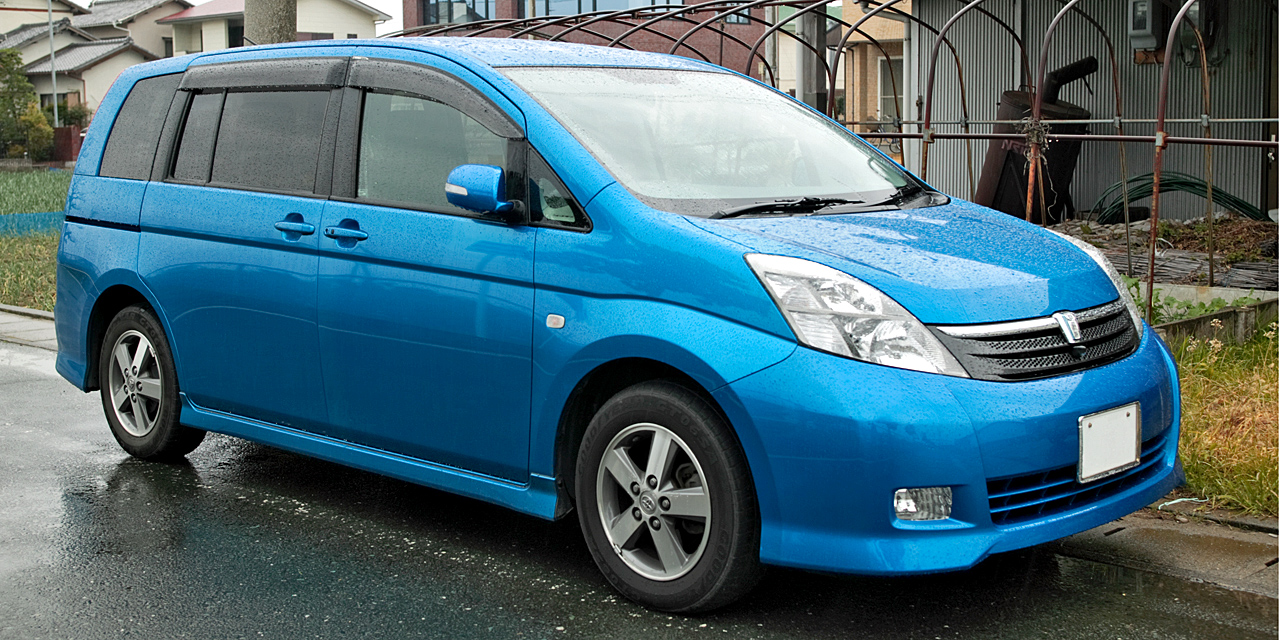
wersja przed liftingiem

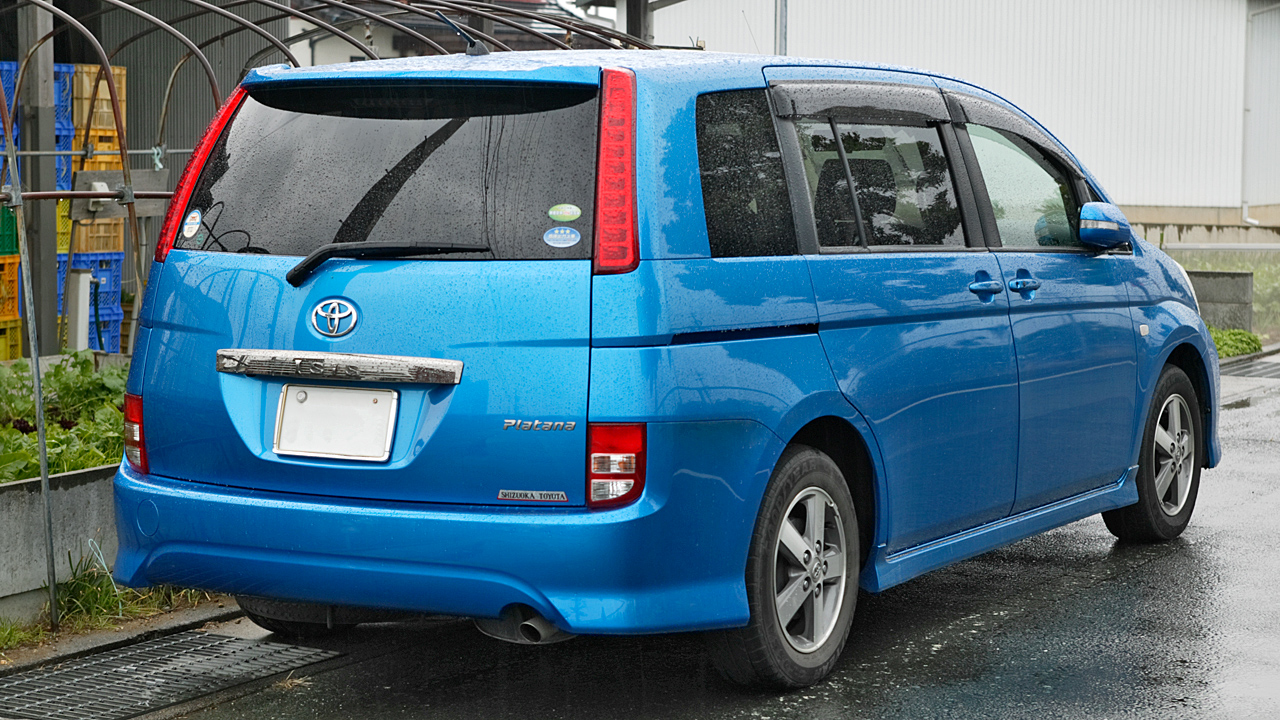
tył

## Historia Modelu

### 2004
Model Isis posiada pięcioro drzwi, tylne drzwi obustronnie przesuwane. Wyposażony w rzędowy 4-cylindrowy silnik benzynowy 1,8 litra o mocy 132 koni mechanicznych oraz 2,0 litra o mocy 156 KM. Dostępne są dwie wersje z napędem na przednią oś i na cztery koła. Wyposażony w 4-stopniową automatyczną skrzynię biegów. Model ten posiada siedem miejsc dla pasażerów.Isis charakteryzuje się następującymi parametrami: długość 4810-4840 mm, szerokość 1695-1710 mm, rozstaw osi (2785 mm).

## Wersje Modelu
- silnik 2,0 litry:

Platana (napęd przedni (NP) lub 4WD)
G“U-SELECTION” (NP lub 4WD)
G (N lun 4WD)
L (NP lub 4WD)
L“X-SELECTION” (NP lub 4WD)
- silnik 1,8 litra:

Platana (NP)
L (NP)
L“X-SELECTION” (NP)

## Nazwa
Nazwę model zawdzięcza egipskiej bogini Izydzie (ang. Isis).

## Oficjalna strona modelu Isis
- Toyota Isis strona japońska. toyota.jp. [zarchiwizowane z tego adresu (2008-12-18)].